# 2MASS J14122449+1633115
2MASS J14122449+1633115 ist ein Brauner Zwerg im Sternbild Bärenhüter. Er wurde 2000 von J. Davy Kirkpatrick et al. entdeckt.
Er gehört der Spektralklasse L0.5 an. Seine Position verschiebt sich aufgrund seiner Eigenbewegung jährlich um 0,085 Bogensekunden.